# 托梅什蒂鄉 (哈爾吉塔縣)

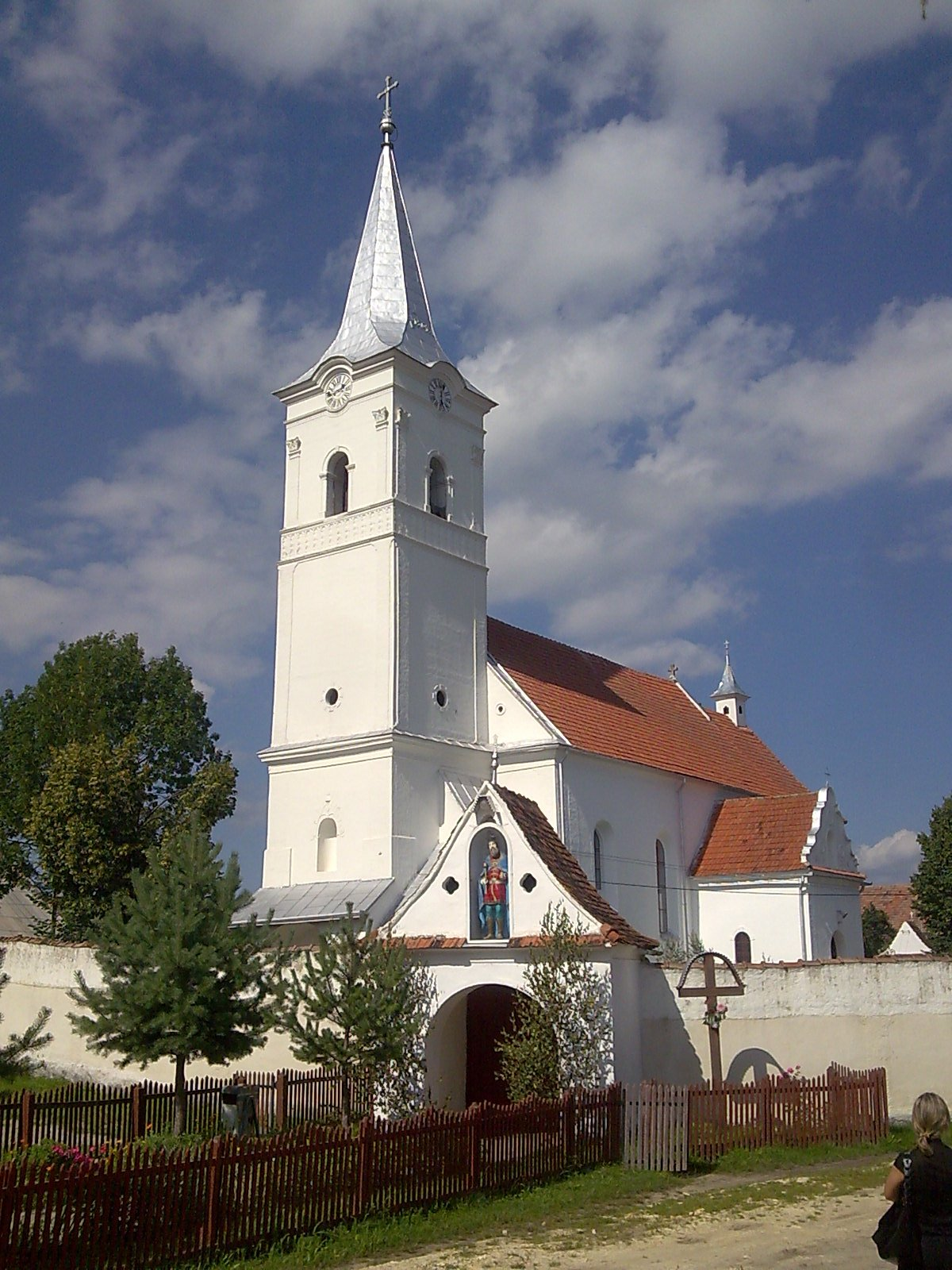

46°33′0″N 25°47′0″E / 46.55000°N 25.78333°E
托梅什蒂鄉（羅馬尼亞語：Comuna Tomești, Harghita），是羅馬尼亞的鄉份，位於該國中部，由哈爾吉塔縣負責管轄，面積57平方公里，海拔高度734米，2007年人口2,624，人口密度每平方公里46人。